# كوننيكت ار
ستيفان ريلو ميهلاكي (بالرومانية: Connect-R)‏ (بالرومانية: Ștefan Relu Mihalache) مشهور فنياً باسم كوننيكت آر هو مُغني هيب هوب روماني، وقام بالتمثيل والإنتاج أحياناُ. اشتُهر بمجموعة الهيب هوب الرومانية R.A.C.L.A. ثم بدأ مشوار فردي ناجح وأعقب ذلك ترك المجموعة.

## حياته
ولد ستيفان في بوخاريست في يونيو 1982. وهو في سن الثامنة، كان راقص محترف وعضو في فرقة الرقص بريمافارا. في سن ال 15 أصبح عمله مع موسيقى الهيب هوب، وفي عام 1997 سجل "Observ"، وكانت الخطوة الأولى في مسيرته الفنية. وهو من غجر رومانيا.

## روابط خارجية
- كوننيكت ار على موقع IMDb (الإنجليزية)
- كوننيكت ار على موقع ميوزك برينز (الإنجليزية)
- كوننيكت ار على موقع ديسكوغز (الإنجليزية)
- كوننيكت ار على موقع ديسكوغز (الإنجليزية)